# А. Ле Кок Арена
А. Ле Кок Арена (ест. A. Le Coq Arena) — футбольний стадіон у Талліні (Естонія), на вулиці Асула 4c (Asula 4c). Вміщує 9 300 глядачів. Є домашньою ареною футбольного клубу «Флора» та збірної Естонії з футболу. Відкритий 2 червня 2001 року. Архітектором стадіону був Хальдо Оравас.
Стадіон прийняв матч Суперкубку УЄФА 2018 між іспанськими клубами Реал Мадрид і Атлетіко.